# Johannes Geffcken (Pfarrer)
Johannes Geffcken (* 20. Februar 1803 in Hamburg; † 2. Oktober 1864 ebenda) war ein lutherischer Pfarrer.

## Leben
Geffcken stammte aus einer Kaufmannsfamilie, seine älteren Brüder waren der spätere Senator Heinrich Geffcken, der Kaufmann und Präses der Hamburger Handelskammer von Mai 1835 bis Juni 1836, Gottfried Geffcken, (*6.9.1796, gest. am Tag des großen Hamburger Brandes, dem 5.5.1842), sowie der Apotheker Eduard Geffcken. Er besuchte die Gelehrtenschule des Johanneums und studierte anschließend an der Universität Göttingen und an der Universität Halle Theologie. 1823 wurde er in die Freimaurerloge Ferdinande Caroline zu den drei Sternen aufgenommen. Geffcken war von 1829 bis 1864 Pastor an der St. Michaeliskirche in Hamburg. Er besaß eine große Privatbibliothek mit einem gedruckten eigenen Katalog. Von dieser ging nach seinem Tod ein Teil an die Hamburger Stadtbibliothek. Der Rest, darunter die Lübecker Stadtansicht des Elias Diebel, von der Geffcken 1855 eine Faksimile-Lithographie veröffentlichte, wurde durch eine Auktion zerstreut.

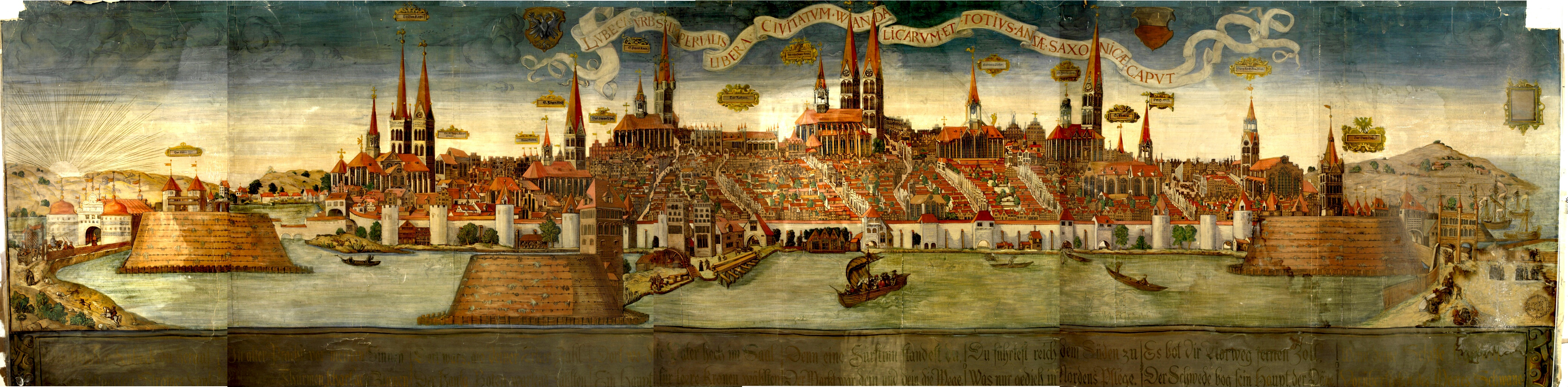
Geffckens Reproduktion der Lübecker Stadtansicht des Elias Diebel

Seine Schwester war Henriette Geffcken. Sie heiratete den Kaufmann und Oberalten Carl Philipp Kunhardt. Aus der Ehe ging die Tochter Minna Kunhardt hervor, die mit Johann Friedrich Albrecht August Meyer verheiratet war.

## Werke
- Ueber die verschiedene Eintheilung des Decalogus und den Einfluß derselben auf den Cultus. Hamburg: Perthes 1838

Digitalisat des Exemplars der Bayerischen Staatsbibliothek
- mit Eduard Geffcken: Zum Andenken an den seeligen Herrn Gottfried Geffcken und an die verhängnisvollen Tage Hamburgs im Mai 1842, 1842
- Theater und Kirche in Hamburg. Hamburg: Meissner 1849
- Entwurf zu einem Allgemeinen Gesangbuch. Hamburg: Perthes 1853

Digitalisat des Exemplars der Bayerischen Staatsbibliothek
- Das allgemeine evangelische Gesangbuch und die von der Conferenz in Eisenach darüber geführten Verhandlungen – eine offene Erklärung. Hamburg, Perthes-Besser und Mauke 1853

Digitalisat des Exemplars der Bayerischen Staatsbibliothek
- Der Bildercatechismus des funfzehnten Jahrhunderts und die catechetischen Hauptstücke in dieser Zeit bis auf Luther. Weigel, Leipzig 1855

Digitalisat Von Band 1: Die zehn Gebote, Exemplar der Stanford University
- Lübeck in der Mitte des sechszehnten Jahrhunderts, sieben Blätter und ein Bogen Text. Leipzig 1855
- Die Hamburgischen Niedersächsischen Gesangbücher des sechszehnten Jahrhunderts, kritisch bearbeitet und mit einer Einleitung über das Kirchenlied und die Gesangbücher in Hamburg seit der Reformation. Hamburg: Meißner 1857

Digitalisat des Exemplars der Bayerischen Staatsbibliothek
- Johann Winckler und die Hamburgische Kirche in seiner Zeit (1684–1705); nach gleichzeitigen, vornehmlich handschriftlichen Quellen. Hamburg: Nolte 1861

Digitalisat des Exemplars der Bayerischen Staatsbibliothek
- Verschiedene Beiträge in der Zeitschrift des Vereins für Hamburgische Geschichte ab 1841, Verein für Hamburgische Geschichte

Inhaltsverzeichnis der Zeitschrift des Vereins für Hamburgische Geschichte 1841 bis 2007 (als PDF-Datei)